# Babśke
Babśke (ukr. Бабське) – osiedle na Ukrainie, w rejonie kałuskim (do lipca 2020 r. w rejonie rożniatowskim) obwodu iwanofrankiwskiego.